# Aušrinė Trebaitė
Aušrinė Trebaitė (* 18. Oktober 1988 in Panevėžys, Litauische SSR) ist eine ehemalige litauische Radrennfahrerin.

## Sportliche Laufbahn
Seit Mitte der 2000er Jahre ist Aušrinė Trebaitė eine der erfolgreichsten und vielseitigsten Radsportlerinnen Litauens. 2005 wurde sie litauische Junioren-Meisterin im Einzelzeitfahren sowie Zweite der Junioren-Europameisterschaft in derselben Disziplin. Von 2007 bis 2009 belegte sie bei der litauischen Meisterschaft der Elite jeweils Rang drei.
2010 wurde Trebaitė litauische Meisterin im Straßenrennen und Zehnte der Czech Tour. Bei den Straßen-Europameisterschaften des Nachwuchses wurde sie Dritte im Straßenrennen. Zudem bestritt sie zunehmend Rennen auf der Bahn. Bei den UCI-Bahn-Weltmeisterschaften 2010 in Kopenhagen belegte sie in der Einerverfolgung Platz 18 und bei den Bahn-Europameisterschaften in Pruszków im selben Jahr wurde sie Zweite in der Mannschaftsverfolgung, mit Vaida Pikauskaitė und Vilija Sereikaitė. Im Scratch wurde sie beim Lauf des Bahnrad-Weltcups 2009/10 in Peking Zweite.
2011 wurde sie erneut litauische Meisterin auf der Straße, dieses Mal im Einzelzeitfahren, Dritte im Straßenrennen sowie Zweite in der Gesamtwertung des polnischen Straßenrennens Puchar Prezesa.
2012 wurde das litauische Frauen-Trio aus Trebaitė, Pikauskaitė und Sereikaitė Europameister in der Mannschaftsverfolgung, Trebaitė zudem Vize-Europameisterin im Omnium. Bei der litauischen Straßenmeisterschaft belegte sie den dritten Platz im Einzelzeitfahren.
Von 2014 bis 2016 wurde sie dreimal in Folge Litauische Meisterin im Einzelzeitfahren.

## Erfolge

### Straße
2005
- Junioren-Europameisterschaft – Einzelzeitfahren
- Litauische Junioren-Meisterin – Einzelzeitfahren

2010
- Litauische Meisterin – Straßenrennen
- Europameisterschaft (U23) – Straßenrennen

2011
- Litauische Meisterin – Einzelzeitfahren
- eine Etappe Puchar Prezesa LZS

2014
- Litauische Meisterin – Straßenrennen, Einzelzeitfahren

2015
- Litauische Meisterin – Einzelzeitfahren

2016
- Litauische Meisterin – Einzelzeitfahren

### Bahn
2010
- Europameisterschaft – Mannschaftsverfolgung (mit Vaida Pikauskaitė und Vilija Sereikaitė)

2012
- Europameisterin – Mannschaftsverfolgung (mit Vaida Pikauskaitė und Vilija Sereikaitė)
- Europameisterschaft – Omnium

2015
- Europameisterschaft – Omnium

2016
- Europameisterin – Scratch

2017
- Litauische Meisterin – Scratch

## Teams
- 2010	Safi-Pasta Zara
- 2013	USC Chirio Forno d’Asolo